# Ansamblul urban interbelic „Corso” din Timișoara

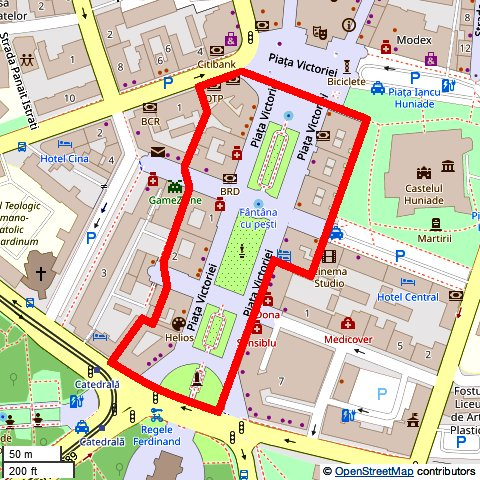
Localizarea și limitele ansamblului

Ansamblul urban interbelic „Corso” este un ansamblu arhitectural format dintr-o parte a clădirilor din Piața Victoriei din Timișoara, ansamblu clasificat ca monument istoric cu codul LMI TM-II-a-A-06115.
Ansamblul are un stil arhitectural unitar. Cu excepția Palatului Camerei de Comerț, terminat în 1925 și având un stil eclectic, toate celelalte clădiri ale ansamblului au fost construite între 1910–1913, în stilul anilor 1900, curentul Secession. Astăzi ansamblul este principalul obiectiv turistic al Timișoarei și reprezintă orașul în conștiința turiștilor și a locuitorilor.

## Descriere
Ansamblul este format din toate clădirile din frontul de vest al Pieței Victoriei, front cunoscut sub numele de „Corso” și din Palatul Löffler și Palatul Camerei de Comerț, aflate pe frontul de est al Pieței Victoriei, front cunoscut sub numele de „Surogat”.
Închiderea zonei spre nord este făcută de palatele Weiss, Palatul Băncilor Bănățene („Pension Central”, actual Hotel Timișoara), Palatul Culturii în calitate de cap de perspectivă, fostul local „La Ancora de Aur” și clădirea „Modex”. Închiderea zonei spre sud este făcută de Catedrala Mitropolitană, în calitate de cap de perspectivă sud al pieței, iar spre sud-est de blocuri de locuințe realizate în 1963. Acestea nu fac parte din ansamblu, Palatul Culturii și catedrala fiind declarate separat monumente istorice.

## Istoric
După decizia din 1892 a defortificării orașului, în 1893 s-a întocmit de către arhitectul Lajos Ybl și inginerul șef regal Aladár Kovács-Sebestyén Planul de reglementare al orașului liber regal Timișoara (maghiară Temesvár szab[ad]. kir[ály]. város tervrajza) în care se prevedea constituirea unui bulevard larg, având aproximativ dimensiunile pieței actuale. Proiectele ulterioare, cum ar fi Harta orașului liber regal Timișoara și planul de extindere a orașului (maghiară Temesvár szabad királyi város térképe és város bővitési terve), întocmit în 1912 de inginerul șef al orașului Emil Szilárd și de inginerul József Bríger, nu au modificat esențial dimensiunile pieței, ci doar detaliile. Planul prervedea trasarea unui bulevard larg, în nomenclatura epocii Ferenc József körút (română Bd. Franz Josef), ulterior str. Regele Ferdinand, bd. 30 Decembrie, respectiv Piața Victoriei, care să asigure realizarea unei legături bune cu cartierele istorice Iosefin și Elisabetin. Bulevardul pornea de la teatru spre mijlocul distanței dintre podurile Hunyadi híd (română Podul Huniade, actual Podul Maria) și Püspök híd (română Podul episcopului, actual Podul Mihai Viteazu), care duceau spre aceste cartiere. De la capătul de sud al bulevardului, actual în fața Catedralei Mitropolitane, urmau să pornească magistralele spre podurile respective. 
Zona Porții Petrovaradinului, aflată între bastioanele Castelului și Mercy, unde urma să înceapă bulevardul, a fost demolată între 1899–1903. Forma și amenajarea bulevardului au fost definite de cele două largi trotuare de pe laturile est și vest, adiacente benzilor carosabile, dublate de liniile de tramvai. După demolare, construirea clădirilor adiacente s-a făcut în ritm rapid. Pentru prima clădire, Palatul Lloyd, s-a primit autorizația de construcție la 29 aug 1910. Cu excepția Palatului Camerei de Comerț, realizat în 1925, toate celelalte cădiri au fost ridicate până în 1913.
Frontul de vest al bulevardului, în epocă Lloyd sor (română șirul Lloyd), era cunoscut în epocă, ca și acum, drept „Corso”. Toate clădirile de pe Corso sunt realizate în stilul anilor 1900 curentul Secession. Cu excepția palatelor Lloyd și Merbl tot frontul a fost proiectat de László Székely, care era arhitectul șef al orașului. Frontul de est s-a dezvoltat mai greu, înainte de Primul Război Mondial fiind clădit doar Palatul Löffler. Și acesta este în stilul anilor 1900 curentul Secession. Acest front, nefiind complet dezvoltat, era cunoscut drept „Surogat”, ca fiind un surogat al Corso.
Bulevardul, deși nu dispunea de o biserică (Catedrala Mitropolitană încă nu exista), ci doar de o instituție de artă, teatrul, a devenit imediat noul centru al orașului, surclasând Piața Unirii. A fost urmarea demilitarizării orașului și expresia emancipării burgheziei liberale.
În decursul timpului pe bulevard au fost amplasate monumente: în 1926 a fost amplasată Statuia Lupoaicei (D), în 1957 a fost construită fântâna cu pești (C),  iar în 1999 monumentul „Crucificarea” (E).

## Clădiri care fac parte din ansamblu
| Poz. | Descriere | Adresă, Coordonate                                                                                                  | Data autorizării/ data terminării, Arhitect                                   | Imagine | Note                                             |
| ---- | --- | --- | ----------------------------------------------------------------------------- | ------- | ------------------------------------------------ |
| 1    | Palatul Camerei de Comerț. Stil eclectic interbelic. Decorat cu pilaștri pe trei niveluri, cu capiteluri ionice aplatizate. Este ultima clădire construită care mai face parte din ansamblu.                         | P-ța Victoriei, nr. 3 45°45′09″N 21°13′32″E / 45.7525°N 21.2256°E                                                   | 1925 László Székely                                                           |         | [ 16 ] [ 20 ] [ 23 ] [ 24 ] [ 25 ] [ 26 ]        |
| 2    | Palatul firmei Jakab Löffler & fiii. Stilul anilor 1900, curentul Secession. Decorat cu statui realizate probabil de Géza Rubletzki.                                                                                 | P-ța Victoriei, nr. 1 45°45′11″N 21°13′33″E / 45.7531°N 21.2259°E                                                   | 18 mar 1912 1 mai 1913 Leopold Löffler, Henrik Telkes                         |         | [ 16 ] [ 20 ] [ 27 ] [ 28 ] [ 29 ] [ 30 ] [ 31 ] |
| 3    | Palatul Lloyd. Stilul anilor 1900, curentul Secession. A fost construit pentru a fi sediul bursei Societății Lloyd. Din 1948 aparține Universității Politehnica Timișoara, unde aceasta își are sediul rectoratului. | P-ța Victoriei, nr. 2 45°45′13″N 21°13′30″E / 45.7536°N 21.2250°E                                                   | 29 aug 1910 29 sep 1912 Lipót Baumhorn (arhitect), Arnold Merbl (constructor) |         | [ 16 ] [ 18 ] [ 30 ] [ 32 ] [ 33 ] [ 34 ]        |
| 4    | Palatul Ernő Neuhausz. Combinație între stilurile eclectic, maghiar și Secession. | P-ța Victoriei, nr. 4 45°45′12″N 21°13′30″E / 45.7532°N 21.2250°E                                                   | 26 oct 1910 1911 László Székely                                               |         | [ 16 ] [ 18 ] [ 30 ] [ 35 ] [ 36 ] [ 37 ] [ 38 ] |
| 5    | Palatul Arnold Merbl. Stilul anilor 1900, curentul Secession. | P-ța Victoriei, nr. 45°45′11″N 21°13′30″E / 45.7530°N 21.2249°E                                                     | 8 mar 1911 1912 Arnold Merbl (arhitect și constructor)                        |         | [ 16 ] [ 18 ] [ 30 ] [ 35 ] [ 39 ] [ 40 ]        |
| 6    | Palatul György Dauerbach, cunoscut drept „Palace”, după numele restaurantului de la parter existent de la început. Stilul anilor 1900, curentul Secession.                                                           | Str. Dr. Nicolae Paulescu, nr. 1 Str. Johann Wolfgang von Goethe, nr. 2 45°45′09″N 21°13′29″E / 45.7526°N 21.2246°E | 12 iul 1911 1912 László Székely                                               |         | [ 18 ] [ 30 ] [ 41 ] [ 42 ] [ 43 ] [ 44 ]        |
| 7    | Palatul Lajos Hilt. Stilul anilor 1900, curentul Secession. | P-ța Victoriei, nr. 6 45°45′07″N 21°13′28″E / 45.7520°N 21.2244°E                                                   | 2 dec 1911 1913 László Székely                                                |         | [ 16 ] [ 20 ] [ 30 ] [ 23 ] [ 45 ] [ 46 ] [ 47 ] |
| 8    | Palatul Széchenyi. Stilul anilor 1900, curentul Secession. | 45.7516\|21.2240}                                                                                                   | 26 oct 1911 1913 László Székely                                               |         | [ 16 ] [ 23 ] [ 20 ] [ 30 ] [ 48 ] [ 49 ] [ 50 ] |

## Alte obiective din zona ansamblului
| Poz. | Descriere                                          | Adresă, Coordonate                                                 | Data autorizării/ data terminării, Arhitect | Imagine | Note          |
| ---- | -------------------------------------------------- | ------------------------------------------------------------------ | ------------------------------------------- | ------- | ------------- |
| 1    | Piața cu porumbei.                                 | P-ța Victoriei, f.n. 45°45′12″N 21°13′32″E / 45.75346°N 21.22560°E |                                             |         | [ 51 ] [ 52 ] |
| 2    | Ceasul muzical.                                    | P-ța Victoriei, f.n. 45°45′12″N 21°13′32″E / 45.75343°N 21.22558°E | 14 nov 2012                                 |         | [ 53 ] [ 54 ] |
| 3    | Fântăna cu pești. Monument de for public.          | P-ța Victoriei, f.n. 45°45′10″N 21°13′31″E / 45.75280°N 21.22526°E | 1957                                        |         | [ 20 ] [ 21 ] |
| 4    | Statuia Lupoaicei. Monument de for public.         | P-ța Victoriei, f.n. 45°45′09″N 21°13′30″E / 45.75244°N 21.22509°E | 1926                                        |         | [ 18 ] [ 19 ] |
| 5    | Monumentul „Crucificarea”. Monument de for public. | P-ța Victoriei, f.n. 45°45′05″N 21°13′29″E / 45.75148°N 21.22461°E | 1999 Paul Neagu (sculptor)                  |         | [ 22 ]        |